# Вулиця Винниченка Володимира (Бровари)
Ву́лиця Винниче́нка Володи́мира — вулиця у місті Бровари Київської області.

## Опис
Вулиця має фактичний розрив, повз який не можливий ані проїзд автомобілів, ані прохід пішоходів. На місці розриву влаштована приватна забудова. Протяжність вулиці без урахування розриву — 650 метрів; з урахуванням — 532 метри (дві ділянки по 112 та 420 метрів). Забудова — переважно приватна садибна, окрім корпусів колишньої Поліцейської фінансово-правової академії.

## Розміщення
Вулиця Винниченка розміщена у місцевості Старий центр. Починається від тупика в одному з житлових кварталів біля Поліцейської фінансово-правової академії, закінчується вулицею Шевченка. Вулицю Винниченка перетинає вулиця Гальбича, а також примикають вулиця Лисенка та провулок Винниченка Володимира.

## Історія
До 1964 року вулиця мала назву Шевченка. 24 січня 1964 року перейменовано на вулицю XXII з'їзду КПРС. Сучасну назву вулиця отримала 21 квітня 1992 року.

## Об'єкти

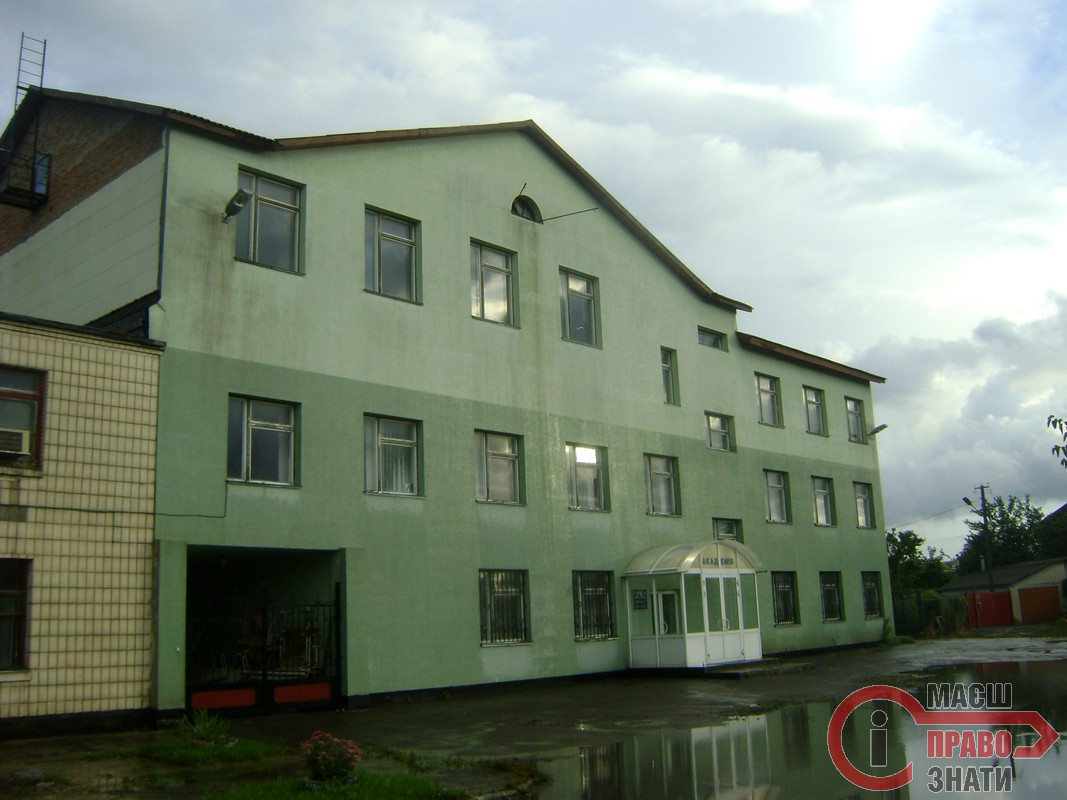
Корпус колишньої Поліцейської фінансово-правової академії (2013)

- № 4 — колишня Поліцейська фінансово-правова академія[3].